# محمد عبد العزيز الراجحي
محمد عبد العزيز الراجحي هو رجل أعمال سعودي، من مؤسسي مصرف الراجحي في المملكة العربية السعودية، و محمد بن عبد العزيز الراجحي، من قبيلة بني زيد فخذ الحراقيص، وُلد بالبكيرية في المملكة العربية السعودية في 1 رجب 1356هـ، الموافق 7 سبتمبر 1937م.

## الأعمال الإدارية والعضويات
- ترأس مجلس الإدارة لمجموعة من الشركات والمؤسسات الخاصة.
- شارك في عضوية مجموعة من الشركات والمؤسسات.

## الإنجازات
- أسهم في تأسيس مصرف الراجحي، وهو إحدى المنشآت المصرفية الضخمة، وتحولت من شركة الراجحي للصرافة والتجارة إلى شركة مساهمة.
- أسهم في دعم السياحة الداخلية من خلال منظومة من الفنادق المتميزة ومنها (فندق موفنبيك القصيم، فندق موفنبيك الرياض، فندق كورال إنترناشيونال الخبر، فندق توليب إن الرياض، إضافة إلى مجموعة من الوحدات السكنية المفروشة).
- يملك حصصاً مؤثرة في كثير من الشركات المساهمة والمصارف.
- له حضور فعّال في النشاط الاقتصادي والاجتماعي والخيري.
- تحمَّل مسؤوليته الاجتماعية وأسهم بشكل كبير في مساندة جهود الدولة التنموية من خلال مشاريعه الخيرية المتنوعة ذات البُعد الإستراتيجي.
- له إسهامات في دعم الصناعة الوطنية من خلال إنشاء مجموعة من المصانع الضخمة المنتشرة في أنحاء المملكة العربية السعودية.
- أسهم في جهود الدولة والرامية لتوطين الوظائف وسعودتها والحد من البطالة من خلال توظيف أكثر من 5000 موظف في مختلف القطاعات والشركات التي قام بتأسيسها.
- أسهم في دعم جهود الدولة لتحقيق الأمن الغذائي من خلاله إنشاء مجموعة من المزارع الضخمة وخاصة مزارع النخيل والتي تجاوز عدد النخيل بها أكثر من 250 ألف نخلة.
- عندما توفي الشيخ/عبد العزيز بن صالح الراجحي أوصى بربع تركته وقفاً لله، وأقام ابنه الشيخ (محمد) ناظراً على الوصية، وقام الشيخ محمد بإنفاذ الوصية كما أمر والده، وعندما كبر سن الشيخ (محمد) قام بعمل أوقاف خاصة لوالده ووالدته تشمل وصية والده.
- اهتم الشيخ محمد بن عبد العزيز الراجحي كثيراً بالعمل الخيري والإسهام فيه وتشجيع القائمين عليه، وتبنى فلسفة خاصة في دعم العمل الخيري تنطلق من التركيز على حجم العائد على الاستثمار في كل عمل خيري يقوم بدعمه، وتأمين أوقاف لكل عمل خيري، كما حرص أن تكون هذه الأوقاف متخصصة في مجال واحد من مجالات العمل الخيري، وأن ترتبط بمجالس نظار مستقلة، وكان أول أوقاف أقامها هي مدارس تحفيظ القرآن الكريم في عام 1 - 1 - 1413هـ، ومن أبرز أعماله الخيرية:
- إنشاء مجموعة من الأوقاف الخيرية الخاصة بمشاريع تزويج الشباب في مجموعة من مدن المملكة ومحافظاتها، وهي:
- أوقاف الشيخ محمد بن عبد العزيز الراجحي لزواج شباب محافظة البكيرية والقرى التابعة لها.
- أوقاف الشيخ محمد بن عبد العزيز الراجحي لزواج شباب مدينة بريدة والقرى التابعة لها.
- أوقاف الشيخ محمد بن عبد العزيز الراجحي لزواج شباب محافظة عنيزة والقرى التابعة لها.
- أوقاف الشيخ محمد بن عبد العزيز الراجحي لزواج شباب محافظة الرس والقرى التابعة لها.
- أوقاف الشيخ محمد بن عبد العزيز الراجحي لزواج شباب محافظة المذنب والقرى التابعة لها.
- أوقاف الشيخ محمد بن عبد العزيز الراجحي لزواج شباب محافظة عيون الجواء والقرى التابعة لها.
- أوقاف الشيخ محمد بن عبد العزيز الراجحي لزواج شباب محافظة البدائع والخبراء ورياض الخبراء والسحابين والقرى التابعة لها.
- إنشاء مجموعة من الأوقاف الخيرية الخاصة بأعمال البر كمساعدة الفقراء والمساكين وبناء المساجد ومدارس تحفيظ القرآن الكريم في مجموعة من مدن المملكة ومحافظاتها، منها:
- أوقاف الشيخ محمد بن عبد العزيز الراجحي لأعمال البر بمحافظة البكيرية.
- أوقاف الشيخ محمد بن عبد العزيز الراجحي للفقراء والمساكين.
- أوقاف الشيخ محمد بن عبد العزيز الراجحي لبناء المساجد.
- أوقاف الشيخ محمد بن عبد العزيز الراجحي لتحفيظ القرآن الكريم.
- أوقاف الشيخ محمد بن عبد العزيز الراجحي للدعوة.
- إنشاء مجموعة من الأوقاف الخاصة بعائلة الراجحي، منها:
- أوقاف الشيخ محمد بن عبد العزيز الراجحي لزواج شباب عائلة الراجحي.
- أوقاف الشيخ محمد بن عبد العزيز الراجحي للإخوة والأخوات.
- أوقاف ذرية الشيخ محمد بن عبد العزيز الراجحي.
- أوقاف الشيخ محمد بن عبد العزيز الراجحي الخاصّة.
- أسهم مع إخوانه (صالح وعبد الله وسليمان) في إنشاء حملة الراجحي الخيرية للحج.
- أسهم مع إخوانه (صالح وعبد الله وسليمان) في إنشاء أوقاف خاصة بخدمات الحج.
- أسهم معنوياً ومادياً بأوقاف أسرة الراجحي والمسماة المقصورة للاحتفالات والمؤتمرات.
- بناء مجموعة من المجمعات الخيرية والتي تتضمن: جامعًا ومصلى للنساء ومغسلة أموات ومنزلين للإمام والمؤذن ومدرسة لتحفيظ القرآن للنساء، وهي:
- مجمع الراجحي بمحافظة حقل.
- مجمع الراجحي بمحافظة رجال ألمع.
- مجمع الراجحي بمركز حلي.
- مجمع الراجحي بمحافظة صبياء.
- مجمع الراجحي بمحافظة طريف.
- مجمع الراجحي بمحافظة العويقيلة.
- مجمع الراجحي بمحافظة الدوادمي.
- مجمع الراجحي بمدينة الدمام.
- مجمع الراجحي بمدينة الرياض.
- تأسيس أوقاف الشيخ محمد بن عبد العزيز الراجحي والتي تعد من الأوقاف الكبيرة والمنوعة ويصرف ريعها في دعم أعمال الخير وتتمثل في مجموعة من العقارات والمزارع والفنادق.
- الإسهام في دعم مجموعة من المؤسسات الإغاثية والإعلامية والدعوية.
- قناة الهدى الفضائية.
- قناة دليل الفضائية.

أخيراً:
- توج الشيخ محمد بن عبد العزيز الراجحي أعماله التجارية بإنشاء شركة منافع القابضة (شركة مساهمة مقفلة) التي تم تأسيسها بتحويل عديد من المشاريع العقارية من أراضٍ ومبانٍ ومجموعة من الفنادق والشقق المفروشة من مؤسسة محمد عبد العزيز الراجحي للتجارة والزراعة وهي مؤسسة خاصة إلى شركة مساهمة لتبقى صرحاً اقتصادياً ضخماً يتوقع أن يسهم بدور كبير في دعم التنمية في المملكة العربية السعودية.

## وفاته
توفي الشيخ محمد بن عبد العزيز الراجحي فجر يوم الثلاثاء 10 ذي القعدة 1433 هـ الموافق 25 سبتمبر 2012م، وصلي على جثمانه يوم الأربعاء في جامع الراجحي ظهراً، ووري الثرى بمقبرة النسيم.